# David Noriega
David Noriega Rodríguez (10 de abril de 1945 - 4 de mayo de 2013) fue un político, abogado, y analista puertorriqueño. Noriega fue una de las figuras más relevantes en la política de Puerto Rico durante las últimas décadas del siglo XX, cuando fue miembro del Partido Independentista de Puerto Rico (PIP). Noriega se postuló para gobernador durante las elecciones generales de 1996. Eventualmente se le conoció como "El Fiscal del Pueblo" por su rol protagónico en combatir la corrupción gubernamental. En sus últimos años, Noriega se destacó como analista político radial, así como invitado en programas de noticia y análisis político.

## Biografía
David Noriega Rodríguez nació el 10 de abril de 1945. Su padre fue Elías Noriega Martínez. Noriega estudió ciencias políticas en la Universidad de Puerto Rico, y luego completo un grado en leyes.

## Carrera política
La carrera política de Noriega comenzó a finales de los 60, al ser electo Presidente del Consejo General de la Universidad de Puerto Rico en 1967. También sirvió como Secretario de la Juventud del PIP en 1968. Dos años más tarde, fue elegido Secretario del Partido. En 1979, Noriega sirvió como Secretario de Asuntos Legislativos para el PIP, y en 1980 fue Comisionado Electoral.
Noriega fue elegido a la Cámara de Representantes de Puerto Rico en las elecciones generales de 1984, y fue reelecto para dos términos adicionales en 1988 y 1992. En las tres ocasiones, fue el candidato con más votos de todos los partidos. Como representante, la labor de Noriega fue instrumental para destapar el escándalo de corrupción en el Instituto del Sida en San Juan.
Noriega fue el candidato a gobernador del PIP en las elecciones generales de 1996. Recibió 3.8% de los votos.
Debido a diferencias con el liderato del PIP, renunció al partido a finales de los 90. Noriega fue una de las voces que promovió la abstención en el plebiscito de estatus de 1998. Esto, a pesar de que el PIP apoyaba un voto directo a favor de la independencia.

## Lucha contra la corrupción
A finales de los 90, Noriega fue reconocido por su trabajo en el famoso caso de las "carpetas". Estas "carpetas" eran documentos clandestinos con información de personas independentistas que eran mantenidos por la policía local con ayuda de las autoridades federales. Estos documentos fueron usados como instrumento de persecución contra aquellos que buscaban la independencia política para la isla. Noriega fue uno de los demandantes en el caso contra el gobierno de Puerto Rico. La demanda causó la apertura de los documentos, y el pase de legislación prohibiendo dicha persecución ideológica.
A principios de la década de los 2000, Noriega fue nombrado por la entonces Gobernadora Sila María Calderón (del Partido Popular Democrático) para liderar la Comisión Independiente de Ciudadanos para Evaluar Transacciones Gubernamentales, también conocida como el Comité "Blue-Ribbon", con el fin de investigar la corrupción gubernamental.

## Últimos años
Noriega luego regresó a la práctica de la abogacía, y sirvió como analista político en la radio y televisión de Puerto Rico.
Durante sus últimos años, Noriega fue uno de los fundadores del Movimiento Unión Soberanista, una nueva colectividad política que promueve la soberanía de Puerto Rico. También fue miembro de la Junta de Directores del partido, el cual participó por primera vez en las elecciones generales de 2012.

## Vida personal
Noriega estaba casado con Carmencita Costas. La pareja tuvo tres hijos: Rebeca, David, y Javier. Noriega falleció de cáncer de páncreas el 4 de mayo de 2013.